# Людвик Колянковски
Лю̀двик Колянко̀вски (на полски: Ludwik Kolankowski) е полски историк, политически деец и сенатор (1938 – 1939), библиотекар, професор в Лвовския университет, първи ректор на Университет „Николай Коперник“ в Торун (1946 – 1948), последен директор на Библиотеката на Замойската ординация във Варшава (1929 – 1944).

## Биография
Людвик Колянковски е роден на 21 юни 1882 година в град Надвирна, в семейството на Мария (с родово име Яблонска) и Карол Колянковски. Получава начално образование в родния си град. През 1902 година завършва гимназия в град Станиславов и продължава обучението си в Лвовския университет. През 1906 година защитава докторска дисертация по история с заглавие „Кандидатурата на Ян Албрехт Хоенцолерн за плоцки епископ (1522 – 1523)“ (на полски: Kandydatura Jana Albrechta Hohenzollerna na biskupstwo płockie (1522 – 1523)). В периода 1906 – 1907 година специализира в Берлин. Работи като библиотекар в Ягелонската библиотека. Впоследствие започва да преподава във Вилненския университет. Там през 1931 година получава титлата „професор“. През 1929 година е избран за директор на Билиотеката на Замойската ординация.
Води лекции в Лвовския университет и е избран за председател на Полското историческо дружество. През 1938 година е номиниран за сенатор. След началото на Втората световна война се ангажира активно в спасяването на фондовете на Библиотеката на Замойската ординация. През 1945 година работи по организирането на Университет „Николай Коперник“ в Торун и е избран за първи негов ректор. През 1947 година е избран за действителен член на Полската академия на знанията.
Людвик Колянковски умира на 19 март 1956 година в Торун и погребан е на гробището „Св. Йежи“.

## Научни трудове
- Kościół a Cerkiew w Galicyi wschodniej (1909)
- Zygmunt August Wielki Książę Litwy do roku 1548 (1913)
- Mapa kościelna Galicyi wschodniej (1914)
- Obrona Rusi za Jagiellonów na przełomie XV i XVI wieku (1916)
- Dzieje Wielkiego Księstwa Litewskiego za Jagiellonów (1930)
- Wiedza o Polsce (1932)
- Roty koronne na Rusi i Podolu : 1492 – 1572 r. (1935)
- Polska Jagiellonów (1936)
- Rycerstwo obertyńskie 1531 r. (1938)